# Tomber
Tomber is een nummer van de Franse zanger Gérald de Palmas uit 2001. Het is de derde single van zijn derde studioalbum Marcher dans le sable.
Hoewel het nummer vrolijk en zomers klinkt, zingt de liedverteller over zijn mislukte relatie. "Tomber" werd een bescheiden hit in Frankrijk, met een 35e positie. Vandaag de dag geniet het nummer daar nog steeds populariteit en wordt het veel gedraaid.
Céline Dion nam een Engelstalige versie van het nummer op, getiteld "Ten Days". Deze is terug te vinden op het album A new day has come.

## Tracklijst
- Cd-single

1. "Tomber" - 3:20
2. "Rien à faire ensemble" - 3:36